# AYAUETO
Albums de Aya Ueto
MESSAGE
(2004)
Singles
AYAUETO est le 1er album de Aya Ueto, sorti sous le label Pony Canyon le 12 mars 2003 au Japon. Il atteint la 5e place du classement de l'Oricon. Il se vend à 28 707 exemplaires la première semaine, et reste classé pendant 13 semaines, pour un total de 54 364 exemplaires vendus. C'est son 2e album le plus vendu.

## Liste des titres
| 1.  | Pureness                                    | 4:07 |
| 2.  | Ambition                                    | 4:22 |
| 3.  | Hello (Album Version)                       | 4:51 |
| 4.  | Puzzle                                      | 3:42 |
| 5.  | Flower                                      | 4:26 |
| 6.  | Pieces                                      | 4:43 |
| 7.  | Lie                                         | 4:35 |
| 8.  | Distance                                    | 4:14 |
| 9.  | Where is love?                              | 3:30 |
| 10. | Kizuna                                      | 4:58 |
| 11. | True Love                                   | 4:01 |
| 12. | Dreamin'                                    | 3:54 |
| 13. | Hello ~NeoVerse & DJ Who Nu Anime Club Mix~ | 6:20 |